# Erwin Essl
Erwin Essl (* 9. Januar 1910 in Gießen; † 9. September 2001 in München) war ein deutscher Gewerkschafter, Politiker (SPD) und Bezirksleiter der IG Metall.

## Leben
Essl besuchte die Volksschule und das humanistische Gymnasium und machte danach die Lehre zum Maschinenschlosser sowie die Meisterprüfung zum Mechanikermeister. Er gehörte dem Deutschen Metallarbeiterverband und der Sozialistischen Arbeiterjugend an, bis 1933 war er deren Vorsitzender in Schweinfurt. Von 1935 bis 1941 arbeitete er in der Exportsparte der Maschinenfabrik Augsburg-Nürnberg in Argentinien, Brasilien und Uruguay. Im Zweiten Weltkrieg war er Zivilinternierter in England. 1946 wurde er Bevollmächtigter der IG Metall und Vorsitzender des Kreisausschusses des DGB in Schweinfurt. 1949 stieg er zum Bezirksleiter der IG Metall für das Land Bayern auf, dieses Amt führte er bis 1974 aus. In dieser Zeit war er zudem Stadtrat in Schweinfurt. Von 1954 bis 1974 gehörte er dem Bayerischen Landtag an. Bei der Wahl 1954 wurde er über die Wahlkreisliste Schwaben gewählt, danach hatte er ein Direktmandat in München inne. Im Landtag setzte er sich für Fragen der Wirtschafts- und Sozialpolitik sowie der Landesplanung und Raumordnung ein, ebenso entstand durch sein Engagement ein Lehrstuhl für Arbeitsmedizin an der Universität Erlangen und es wurde eine Akademie für Arbeitsmedizin geschaffen. 1973 gründete er die Bayerische Gesellschaft zur Förderung der Beziehungen zwischen der UdSSR und der BRD.